# Людвик Опольский
Людвик Опольский (пол. Ludwik opolski; около 1450 — до 4 сентября 1476) — князь Опольский, Бжегский, Немодлинский и Стшелецкий в 1476 году (вместе с младшими братьями Яном II и Николаем II).

## Биография
Представитель опольской линии Силезских Пястов. Старший сын сын князя Николая I Опольского и Магдалены Бжегской.
В 1466 году отец назначил Людвика соправителем Опольского княжества. Год спустя, в 1467 году, он принял участие в съезде во Вроцлаве, на котором было решено объявить войну королю Чехии Йиржи из Подебрад и пригласить на чешский трон короля Польши Казимира IV.
3 июля 1476 года скончался князь Николай I Опольский, и три его сына совместно унаследовали все его владения. Не более чем через два месяца после этого Людвик Опольский скончался. Неизвестно, где он был похоронен, хотя с большой долей вероятности можно предположить, что в некрополе опольских князей в часовне Святой Анны во францисканском монастыре в Ополе.
Так как Людвик не был женат и не имел детей, его младшие братья Ян II и Николай II приняли на себя управление отцовскими владениями, а позже в том же году они их разделили.